# Claude Brixhe
Claude Brixhe (Serrouville, Meurthe i Mosel·la, 20 d'abril de 1933 – Ars-Laquenexy, Mosel·la, 2 de març de 2021) fou un hel·lenista francès, especialitzat en la historia de la llengua grega i en llengües de l'àmbit anatòlic, especialment el frigi i el pisidi. Fou professor a la universitat de Nancy-II i membre corresponent de l'Acadèmia de les inscripcions i llengües antigues a partir del 17 de desembre de 1993.

## Biografia[1]
Claude Brixhe nasqué en una família sense tradició acadèmica: el pare, militant del partit socialista SFIO, començà com a treballador pla per a la SNCF on acabà com a capatàs, mentre que la mare era modista autònoma que acabà com a gerent d'una sucursal de botigues. Claude Brixhe va estudiar a Logwy i després a Nancy. En acabar els estudis de lletres clàssiques a la facultat de lletres de Nanci, obtingué la capacitació de professor de secundària (1956) i les oposicions com a professor de clàssiques (1958). Entre el 1956 i el 1963 exerceix de professor a l'institut Fabert de Metz. En aquesta etapa fou un destacat militant del Partit Socialista Unificat PSU i arribar a ser-ne el candidat a les eleccions municipals de 1965.
A partir de 1963 fou professor ajudant de grec a la Facultat de lletres d'Estrasburg, posició que abandonà en ser nomenat professor a la facultat de lletres de Nancy el 1965. També assumí la secretaria de la secció de la Unió d'Educació Superior. En aquesta mateixa universitat defensà la seva tesi sobre el dialecte grec de Pamfília (1974), obra que encara és de referència obligada. Esdevingué professor de lingüística antiga el 1976 a la Universitat Nancy-II, càrrec que exercí fins al 1998, quan passà a ser professor emèrit. Fou el fundador i gerent de les Presses Universitaires de Nancy.

## Obra
Entre la seva productiva obra, destaquen tres llibres que són fonamentals en els seus respectius camps:
- Le dialecte grec de Pamphylie. Documents et grammaire, Paris, Maisonneuve, 1976 (= Bibliothèque de l'Institut français d'études anatoliennes d'Istanbul, vol. XXVI, 19).
- (junt amb Michel Lejeune) Corpus des inscriptions paléo-phrygiennes, Paris, Éditions Recherche sur les Civilisations, 1984 (= Institut français d'études anatoliennes, « Mémoire », no 45).
- Phonétique et phonologie du grec ancien I. Quelques grandes questions, Bibliothèque des Cahiers de l'Institut de Linguistique de Louvain 82, Louvain-la-Neuve, Peeters, 1996.

Deixant de banda aquestes monografies i molts d'altres articles, cal tenir present que fou un destacat col·laborador de al Bulletin épigraphique, con a successor de Louis Robert.